# James Sayers (caricaturiste)
Pour les articles homonymes, voir James Sayers.

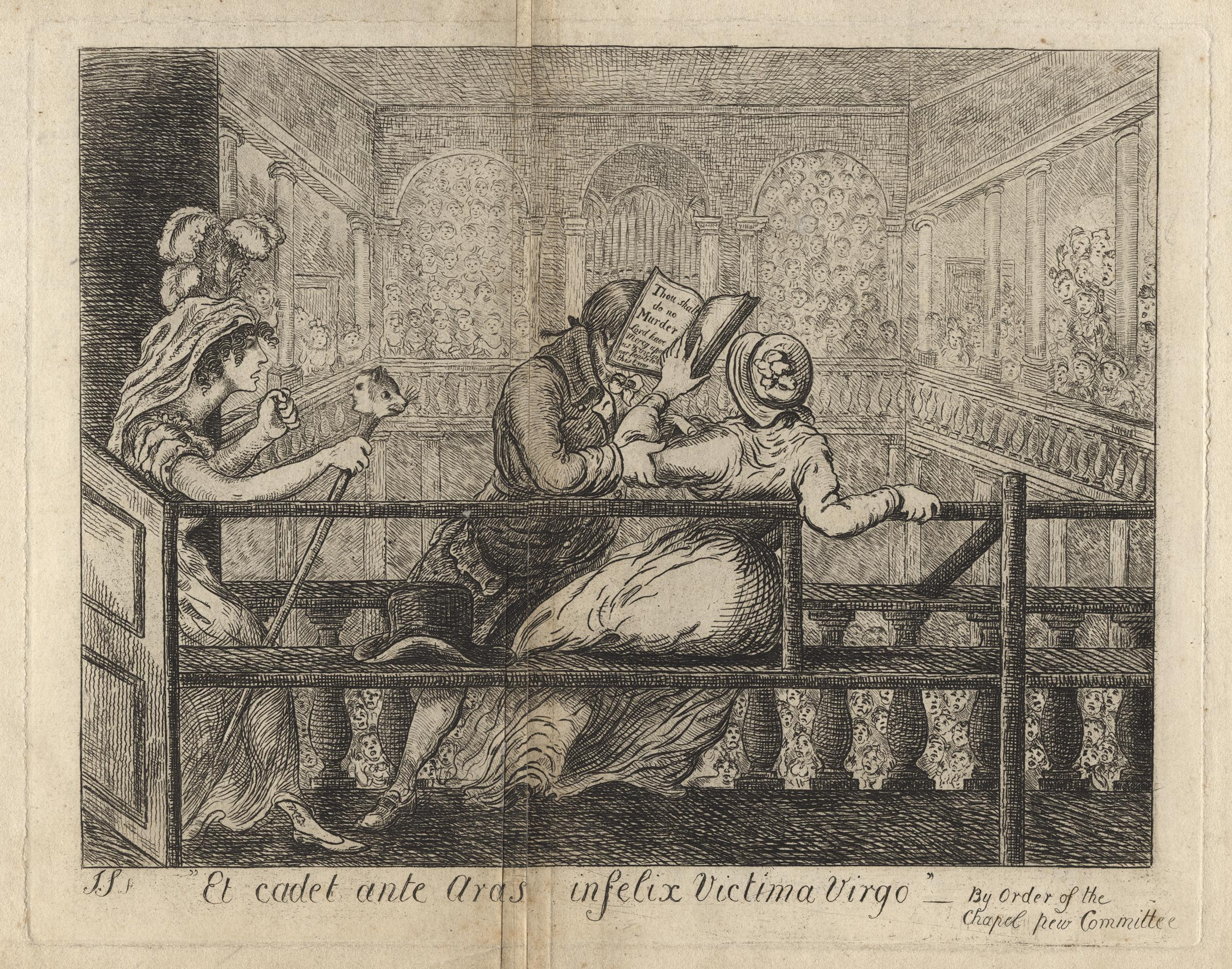
Caricature par James Sayers de Robert Willan suivant une dispute à propos d'un banc d'église au Foundling Hospital.

James Sayers (ou Sayer) (1748-1823) est un caricaturiste anglais né à Great Yarmouth, dans le Norfolk, d'un capitaine de marine marchande. Il est plus connu pour ses caricatures politiques.

## Biographie
Sayers a commencé comme greffier dans un bureau d’avocat-solliciteur et, pendant un certain temps, fut membre du conseil de son arrondissement. À la mort de son père en 1780, il hérita d'une petite fortune et se rendit à Londres pour se lancer dans la caricature politique. 
Contrairement à la plupart des caricaturistes politiques prenant cause avec l'opposition contre les gouvernements de l'époque, Sayers a constamment consacré ses énergies à aider le premier ministre tory William Pitt le Jeune. Sa planche « L'entrée triomphale de Carlo Khan (Satan) dans la rue Leadenhall » est l'une des plus connues. Elle montrait le chef du party des whig, Charles James Fox, comme un potentat indien monté sur un éléphant avec le visage de Lord North. Elle endommagea l'image publique de Fox contre lequel elle était dirigée. Sayer était toujours à son meilleur quand il attaquait Fox qu'il dépeignait dans des expressions d'impudence ou de colère,. Pitt, non connu comme patron des arts, lui procura une place en tant que maréchal de la cour de l'Échiquier pour le remercier. 
Ses dessins, faits à l'origine avec un crayon sur papier huilé, furent gravés par les frères Bretherton. Ils furent ensuite vendus regroupés dans de grands cahiers sous des titres tels que Chefs illustres (1794) ou Contours de l'Opposition (1795). La collection de ses œuvres se trouve au British Museum et dans d'autres bibliothèques publiques. Sayer a également laissé une galerie complète de miniatures d'hommes politiques de son temps légèrement caricaturées. Il est mort sur la rue Curzon, Mayfair, en 1823.